# Webhosting
Unter Webhosting versteht man die Bereitstellung von Webspace sowie die Unterbringung (Hosting) von Websites auf dem Webserver eines Internet Service Providers (ISP). Webhosting geht über Filehosting hinaus.

## Technologie
Der Webhoster genannte Provider stellt – üblicherweise gegen Rechnungslegung – seine Ressourcen zur Verfügung. Zu diesen Ressourcen gehören insbesondere Bereitstellung und Betrieb von Host, Webserver und deren Netzwerkanbindung. Oft finanzieren sich Webhoster auch durch Werbung, die auf die Website geschaltet wird.
Der Leistungsumfang von Webhosting-Angeboten variiert erheblich. Die Angebote beginnen mit einer einfachen Website über Server mit Skriptsprachenunterstützung (z. B. CGI, PHP) und Datenbank-Backend (z. B. MySQL) bis hin zu Paketen, die ein Web-Content-Management-System (z. B. TYPO3, Joomla), Monitoring, Datensicherung, statistische Auswertungen, Lastverteilung beinhalten oder gar Hochverfügbarkeit anbieten. Hierbei kommt es sowohl auf die eingesetzte Software als auch auf die Verfügbarkeit bzw. den Service (Reaktionsgeschwindigkeit) bei Ausfällen an.
Der Markt ist unübersichtlich und unterliegt ständigen Veränderungen. Zur Orientierung können Branchenportale und regelmäßige Testberichte über die Provider in Fachzeitschriften hilfreich sein. Es gibt viele Produktkategorien, und man kann von Shared Hosting über vServer bis Cloud-Hosting alles erhalten. Dabei sind vor allem Shared-Hosting-Produkte besonders günstig, will man jedoch professionellere Pakete erhalten, muss man gegebenenfalls auch mehr zahlen. Meist ist es möglich, einen Kompromiss zwischen Preis und Leistung einzugehen. Wichtige Kriterien bei der Auswahl sind die einmaligen und monatlichen Kosten, der Leistungsumfang, die Anbindungsgeschwindigkeit und der Umfang der verfügbaren Serviceleistungen.
Eine andere Möglichkeit des Webhosting ist das Cloud-Hosting. Als Cloud-Hosting bezeichnet man eine Technologie des Hostings, die sich vor allem durch ihre Flexibilität auszeichnet. Hierbei werden die Daten direkt in einer Cloud gehostet, was viel Verwaltungsarbeit spart, aber auch Ressourcen flexibler verteilt.

## Arten von Hosting

### Kostenloses Webhosting
Wird kostenlos von verschiedenen Providern bereitgestellt. Die angebotenen Funktionen sind jedoch sehr eingeschränkt und werden z. B. durch Werbung finanziert.

### Shared Webhosting
Dabei nutzen sämtliche Domains einen gemeinsamen Pool von Server-Ressourcen, wie Speicherplatz, RAM oder CPU. Einfache Funktionen werden angeboten, aber unflexibel im Bezug auf Software und Updates. Dies wird auch als Virtual Hosting bezeichnet.

### Reseller Webhosting
Bietet die Möglichkeit, als eigener Hoster Dienste zu vergeben. Diese sogenannten Reseller-Accounts werden in unterschiedlichen Größen bereitgestellt.

### Virtual Dedicated Server
Diese Art des Webhosting teilt Server-Ressourcen in virtuelle Server auf, wobei die Ressourcen der Hardware dem jeweiligen User flexibel zugeordnet werden können.

### Dedicated Hosting
Der User hat vollen administrativen Zugriff auf einen eigenen Server. Selbstverantwortung für Sicherheit und Wartung eines eigenen dedizierten Servers wird dem User übertragen.

### Managed Hosting Service
Eigener Server im Rechenzentrum eines Drittanbieters, aber nicht volle Kontrolle über diesen (der Provider übernimmt etwa Wartungsarbeiten). Die Daten dürfen z. B. mittels eines FTP-Tools aufgespielt werden. Einschränkungen für den User bestehen.

### Colocation Webhosting
Der User verfügt über einen eigenen Server und volle Kontrolle. Der Standort des Servers befindet sich jedoch bei einem anderen Hosting-Unternehmen, welches Raum für die Unterbringung bietet.

### Cloud Hosting
Eine neue Art von Hosting-Plattformen, die dem User leistungsstarkes und zuverlässiges Hosting auf geclusterten Servern ermöglicht. Probleme bei Datensicherheit können jedoch bestehen.

### Clustered Hosting
Aufteilung der Ressourcen durch Zusammenschluss mehrerer Server. Cluster-Server bieten einen Lösungsweg für hohe Verfügbarkeit.

### Grid Hosting
Verteiltes Hosting, wenn sich ein Cluster wie ein eigenes Netz verhält. Es beinhaltet mehrere Knoten und setzt sich aus diesen zusammen.

### Home Server
Normalerweise ein einziger, privater Computer, der als Server für die Bereitstellung einer oder mehrerer Websites verwendet wird.

### Besondere Webhosting-Dienste
Es gibt auch Webhosting-Dienste, die nur bestimmte Formen von Dateien akzeptieren, wie Foto-Sharing-Dienste nur Bilddateien und Videoportale nur Filme.

## Verfügbarkeit
Die Verfügbarkeit oder Uptime bezeichnet beim Hosting die Zeit, in der ein technisches System (z. B. der Server, auf dem eine Website gehostet wird) vertraglich zugesichert online erreichbar ist. Die Verfügbarkeit wird meist in Prozent und für einen einjährigen Zeitraum angegeben. Daher ergibt sich zu ihrer Berechnung folgende Formel: Gesamtzeit = 365 Tage pro Jahr × 24 Stunden pro Tag × 60 Minuten pro Stunde = 525.600 Minuten pro Jahr.
Eine Verfügbarkeit von 99 % pro Jahr bedeutet beispielsweise, dass ein Server bis zu 3,65 Tage im Jahr nicht erreichbar sein kann. Oder in anderen Zahlen 7,20 Stunden pro Monat oder 1,68 Stunden pro Woche. Ist eine Website nicht verfügbar, spricht man in dem Zeitraum von einer Downtime.